# Failolo
Failolo è un villaggio delle Samoa Americane appartenente alla contea di Lealataua del Distretto occidentale. Ha una superficie di 0,6 km² e in base al censimento del 2000, ha 128 abitanti.

## Geografia fisica
Il territorio del villaggio comprende una piccola zona lungo la costa meridionale dell'isola Tutuila ed è attraversato dal ruscello Leaute. Comprende anche gli scogli Toauta e Toatai.